# Songkick
Songkick là công ty công nghệ của Mỹ cung cấp dịch vụ tìm kiếm các buổi hòa nhạc và bán vé cho các sự kiện nhạc sống. Trang web và ứng dụng điện thoại của Songkick cho phép người dùng theo dõi các buổi lưu diễn của nghệ sĩ, nhận thông báo cho các buổi hòa nhạc trong khu vực họ ở và mua vé xem chương trình, sử dụng công nghệ và dịch vụ bán vé điện tử bán thay cho nghệ sĩ.
Songkick có trụ sở chính đặt tại New York và các văn phòng đặt tại London, Nashville và Los Angeles. Dịch vụ của Songkick khả dụng tại 61 quốc gia trên toàn thế giới.

## Dịch vụ
Nền tảng của Songkick đạt mốc 15 triệu khách viếng thăm mỗi tháng, khi có sự kết hợp giữa ứng dụng tìm kiếm các buổi hòa nhạc với công nghệ bán vé điện tử.
Khả dụng trên cả iOS, Android và trực tuyến, ứng dụng tìm kiếm các buổi hòa nhạc của Songkick cho phép người dùng theo dõi các nghệ sĩ yêu thích của họ và đặt thông báo tùy chỉnh để nhận được thông báo khi các nghệ sĩ đang trình diễn trong khu vực của người dùng, sau đó mua vé trực tiếp thông qua ứng dụng. Các dữ liệu về buổi hòa nhạc được tổng hợp tự động thông qua thuật toán của Songkick đồng thời ứng dụng cho phép người dùng gửi danh sách sự kiện, đóng góp vào kho lưu trữ hơn 5 triệu chương trình sắp diễn ra và đã diễn ra. Người dùng cũng có thể tự động theo dõi các nghệ sĩ yêu thích của họ bằng cách liên kết với thư viện nhạc của họ và tài khoản Spotify.
Songkick cũng cung cấp phần mềm và dịch vụ cho nghệ sĩ phục vụ cho việc bán vé của buổi hòa nhạc trực tiếp đến người hâm mộ thông qua các kênh trực tuyến của họ. Các nghệ sĩ đã sử dụng cơ sở hạ tầng bán vé của Songkick bao gồm Paul McCartney, Adele, Metallica, Mumford & Sons, Pixies và Red Hot Chili Peppers.
Năm 2015 công ty đã đảm bảo bằng sáng chế cho phần mềm nhằm nhận biết và nghi ngờ việc bán lại vé và bot truy cập đặt vé. Năm 2016, Songkick phát hiện ra rằng vé bán bằng công nghệ này giảm 4 lần tình trạng bị xuất hiện trên các trang bán lại vé. Trong thời gian bán trước cho World Tour của Adele vào năm 2015 và World Tour Finale năm 2016, chương trình này đã duy trì chỉ có 2% vé được bán qua Songkick sau đó xuất hiện trên các trang bán lại (so với mức trung bình thị trường ước tính là 20%).
Songkick cũng duy trì một dịch vụ cho các nghệ sĩ có tên Tourbox, cho phép các nhạc sĩ và nhà quản lý kiểm soát các buổi hòa nhạc của họ được quảng bá cho người dùng của Songkick và các trên mạng phân phối của họ như thế nào. Nó tự động hóa quá trình công bố ngày của buổi lưu diễn trên mọi trang web là đối tác của Songkick.

## Lịch sử
Songkick đã được thành lập năm 2007 bởi Ian Hogarth, Michelle You và Pete Smith như một phần của chương trình Y Combinator 2007. Mô hình kinh doanh ban đầu của nó, dựa trên dịch vụ khám phá các buổi hòa nhạc và dựa vào phí giới thiệu từ các công ty bán vé. Công ty ra mắt ứng dụng trên điện thoại đầu tiên vào năm 2011.
Tháng 6 năm 2015, Songkick sáp nhập với CrowdSurge, nhà cung cấp dịch vụ bán vé cho các nghệ sĩ. CrowdSurge được thành lập bởi Matt Jones vào năm 2008,, ông và Hogarth đã nói họ quyết định sáp nhập hai công ty để sửa chữa lại "một sự thiếu hiệu quả lớn trên thị trường." Công ty sau khi sáp nhập vẫn hoạt động dưới tên Songkick. Jones và Hogarth từng là đồng giám đốc điều hành của Songkick cho đến khi Jones đảm nhận vai trò CEO vào tháng 1 năm 2016.
Warner Music group thông báo vào tháng 7 năm 2017 họ đã mua lại ứng dụng của Songkick phục vụ việc tìm kiếm các buổi hòa nhạc và thương hiệu của công ty với giá trị tổng cộng 5 triệu đô la. Ứng dụng vẫn sẽ tiếp tục hoạt động như một nhãn hiệu độc lập nhưng được giám sát bởi bộ phận dịch vụ nhãn hiệu và nghệ sĩ của Warner Music.
Giám đốc điều hành của công ty Songkick Matt Jones thông báo vào tháng 10 năm 2017 công ty sẽ ngừng bán vé vào cuối tháng, vì một quá trình bắt đầu "vào đầu năm khi Ticketmaster và Live Nation đã thành công hiệu quả trong việc chặn đứng thị trường bán vé tại Mỹ của chúng tôi".
Vào tháng 1 năm 2018, Live Nation đã giải quyết vụ kiện với Songkick với giá 110 triệu đô la.

## API và hợp tác
Songkick cung cấp API công khai, cho phép truy cập vào dữ liệu của họ và tích hợp với các dịch vụ khác. Các dịch vụ được tích hợp với API của Songkick bao gồm Shazam, Spotify, SoundCloud, Foursquare, Deezer, FanBridge, Warner Music Group, Yahoo! Search  và YouTube.

## Giải thưởng và chứng nhận
2017: Giải Webby Awards Honoree cho hạng mục Best Music Mobile Site/App
2017: Fast Company - 5 công ty sáng tạo nhất trong âm nhạc năm 2017
2017: Giải thưởng Music Week Awards - đề cử cho hạng mục Best Ticketing Company
2016: Matt Jones - Forbes "30 Under 30" Europe
2016: Matt Jones - Billboard "10 Power Execs to Watch in 2016"
2015: Technica.ly Brooklyn - đề cử cho giải thưởng Brooklyn Innovation Awards
2015: Matt Jones - Rolling Stone "17 nhà sáng tạo trẻ đột phá trong ngành công nghiệp âm nhạc"
2014: Chiến thắng giải Best Technology for Marketing an Event / Building Event Attendance
2013: Chứng nhận nằm trong 50 ứng dụng Android tốt nhất của TIME
2013: Ian Hogarth - The Guardian 100
2012: Giải hưởng Webby Awards Honoree cho hạng mục Best Music Mobile Site/App
2011: Matt Jones - Forbes "30 Under 30"
2011: Ian Hogarth - Forbes "30 Under 30"
2011: 100 công ty khởi nghiệp hàng đầu ở châu Âu theo Telegraph
2011: Matt Jones - Billboard Magazine "30 under 30"
2011: Music Week Consumer-Facing Digital Music Service of the Year
2010: Nhà sáng lập Songkick Ian Hogarth, Michelle You và Pete Smith - Inc. 30 Under 30
2010: #3 trong số 10 công ty âm nhạc kĩ thuật số khởi nghiệp năm 2010 theo Billboard Magazine
2010: Giải thưởng Best Innovation Award tại BT Digital Music Awards 2010
2010: Ian Hogarth - Giải thưởng Doanh nhân trẻ của Hội đồng Anh
2009: Các trang web văn hóa tốt nhất của Telegraph
2007: Summer 2007 Y Combinator Batch